# Ohne Krimi geht die Mimi nie ins Bett (Film)
Ohne Krimi geht die Mimi nie ins Bett ist eine österreichische Komödie aus dem Jahre 1962. Die Verwechslungskomödie entstand unter der Regie von Franz Antel.

## Handlung
Der Nudelfabrikant und Schlemmer Konsul Keyser freut sich auf den Sommerurlaub im Hotel, da verdonnert ihn seine fürsorgliche Tochter Marion zu einem Aufenthalt auf die karge italienische Insel „Isola Piccola“, um ihn besser auf Diät setzen zu können. Keyser lässt „zufällig“ seinen Justiziar Dr. Steffen ebenfalls dorthin kommen, weil er hofft, Marion mit ihm zusammenzubringen. Die junge Blondine ist aber vom duckmäuserischen Dr. Steffen in keiner Weise angetan. Auf der Insel verbringen bereits der passionierte Angler Michael Lutz und dessen vernachlässigte Verlobte Barbara ihre Ferien. Diese sieht im Urlaub die letzte Chance, ihn endlich zur Heirat zu bewegen.
Michael bittet den Sänger Bob Stuart, zusammen mit seiner Band in deren Gespensterkostümen die lästigen Neuankömmlinge wieder zu vertreiben. Dazu kommt es jedoch nicht, da Gina, die gaunerische Frau des örtlichen Polizeichefs, die Gelegenheit nutzt. Sie schickt die Musiker auf eine andere Insel und richtige Räuber zu den deutschen Touristen, die diese ausnehmen und schließlich deren Schlauchboot zerstechen. So sind die Urlauber wohl oder übel aufeinander angewiesen, um Nahrung aufzutreiben und wieder von der Insel wegzukommen. Nachdem Dr. Steffen unerwartet etwas Tapferkeit gezeigt hat, finden die Paare endlich zueinander.

## Schlager
- Gus Backus: Geisterstundentango; Das Lied vom Angeln
- Bill Ramsey: Ohne Krimi geht die Mimi nie ins Bett
- Trude Herr: Tango d’Amore
- Hannelore Auer: Die Wege der Liebe

## Weiteres
Bei dem Film handelt es sich um eine Neuverfilmung des Films Die Leute mit dem Sonnenstich von 1936 (Regie: Carl Hoffmann), der wiederum eine Verfilmung des gleichnamigen Romans von Horst Biernath ist. Die Drehbuchautoren Johannes Kai und Hugo Wiener verlegten die Handlung für das Remake nach Italien. Beim Schauplatz des ersten Films handelte es sich noch um eine Donauinsel.
Die Dreharbeiten im Juli 1962 fanden nicht in Italien, sondern an der damals jugoslawischen Adriaküste statt, da Produktion und Arbeitskräfte dort billiger waren. Die Stadt- und Hafenszenen entstanden in Rovinj, während die auf der fiktiven „Isola Piccola“ spielenden Szenen überwiegend an den Stränden des Stadtteils Verudela in Pula gedreht wurden, wo die Kirchenruine „Verudela Crkvica“ (44° 50′ 9,5″ N, 13° 49′ 38,4″ O), als Ferienhütte umgestaltet, im Mittelpunkt des Geschehens stand. 
Letztlich änderte man den Filmtitel auf Wunsch des Filmverleihers Constantin und benannte ihn nach Bill Ramseys damals aktuellem und erfolgreichem Schlager Ohne Krimi geht die Mimi nie ins Bett, der im Herbst 1962 bis auf Platz 3 der deutschen Singlecharts stieg. Franz Antel erfand zusammen mit Ramsey eine Rahmenhandlung, damit der Titel passte.
Die von der Dänin Ann Smyrner gespielte Rolle wurde von Margot Leonard synchrongesprochen. Am 19. Oktober 1962 kam der Film zur Uraufführung.
Auch der Name des Krimi-Publikumspreises des deutschen Buchhandels MIMI ist von dem Film inspiriert.

## Kritiken
„Unterhaltung auf unterstem Niveau, die auch durch ein paar platte Schlager nicht zu retten ist.“

„Einfältig-läppisches Lustspiel mit gelegentlichen Erhardt-Einlagen.“

„Liebeleien und Campingklamauk auf einer kleinen Mittelmeerinsel. Knallbunte Schlagerkomödie nach dem Schema der 50er Jahre.“

„Ohne Ideen und Innovationen versammelte man lediglich eine bunte Schar publikumsträchtiger Persönlichkeiten in einer überwiegend unlustigen Komödie und erschaffte so ein vollkommen liebloses Kommerz-Produkt. Allenfalls Freunde leichter Unterhaltung oder unerschütterliche Fans von Heinz Erhardt, dem einzigen Lichtblick des Films, werden sich vielleicht mit diesem anfreunden können. Allen anderen rate ich: Finger weg!“